# Split screen
Във филмите, това е видимо разделение на екрана, по принцип наполовина, но понякога и на няколко картини.
Преди появяването на дигиталната технология в началото на 1990-те това се правело с помощта на оптически принтер, който комбинирал 2 или повече действия, снимани поотделно, като ги копира на един негатив. (Тази техника била използвана във филми като „Капан за родители“ (1961), за да покаже един и същи актьор, говорещ със себе си. Актьорът бил сниман как стои в лявата част на екрана обърнат наляво. След това бил сниман, стоящ на дясната страна обратно. Негативът от първото действие бил сложен в принтера и копиран на друг негатив, но на този другия негатив била копирана само дясната част на екрана. После всеки кадър бил копиран по същия начин. След това се наслагала и лявата страна. Техниката била внимателно скрита в линии във фона, като прозорци, врати и т.н., за да се скрие разделението.)
Често срещано е използването на тази техника да покаже двама герои, водещи телефонен разговор един до друг.
Появяването на дигиталната технология направи разделянето на екрана много лесно за правене, и съвременните дигитални филми и музикални клипове използват тази възможност по всевъзможни начини.